# إدارة أليبوري
إدارة أليبوري هي إحدى إدارات بنبن وهي أكبرها، عاصمتها كاندي. تحدها بلدان بوركينا فاسو والنيجر ونيجيريا وإداراتي أتاكورا وبورغو. فصلت إدارة أليبوري عن إدارة بورغو في عام 1999 وسميت على اسم نهر أليبوري.

## الجغرافيا
تقع إدارة اليبوري في شمال شرق بنين وتبلغ مساحتها 26242 كيلومتر مربع، تحدها دولة النيجر الإدارة من الشمال ونيجيريا من الشرق وإدارة بورغو من الجنوب وإدارة أتاكورا إلى الغرب وبوركينا فاسو من الشمال الغربي. أليبوري هي منطقة خصبة تستغل في زراعة القطن والذرة والكسافا. يشكل نهر ميكرو حدود الإدارة مع النيجر، والأنهار الرئيسية الأخرى أنهار أليبوري سوتا وباكو. يوجد في الإدارة الجزء الأكبر من منتزه دبليو الوطني العابر للحدود.

## المناخ
يسود الإدارة مناخ استوائي رطب. تتلقى الإدارة موسم واحد من الأمطار يمتد من مايو إلى سبتمبر (مثل باقي شمال بنين) وتهب الرياح الموسمية من الشمال الشرقي من ديسمبر حتى مارس. متوسط درجة الحرارة من أبريل إلى يونيو هو 40 درجة مئوية (104 درجة فهرنهايت)، وتتراوح درجة الحرارة بين 12 و25 درجة مئوية (54 و77 درجة فهرنهايت) في نوفمبر ومارس. يبلغ متوسط ارتفاعها 200 متر (660 قدمًا) فوق متوسط مستوى سطح البحر.

## السكان
| التعداد الديني         | التعداد الديني         | التعداد الديني | التعداد الديني | التعداد الديني |
| ---------------------- | ---------------------- | -------------- | -------------- | -------------- |
|                        |                        |                |                |                |
| الإسلام                | الإسلام                |                | 81.3%          | 81.3%          |
| الميثودية              | الميثودية              |                | 0.5%           | 0.5%           |
| الفودو                 | الفودو                 |                | 0.5%           | 0.5%           |
| الكاثوليك              | الكاثوليك              |                | 8.6%           | 8.6%           |
| مسيحي تابعة لكنيسة آخر | مسيحي تابعة لكنيسة آخر |                | 1.3%           | 1.3%           |
| ديانات تقليدية أخرى    | ديانات تقليدية أخرى    |                | 1.8%           | 1.8%           |
| أخرى                   | أخرى                   |                | 0.6%           | 0.6%           |

متوسط سن الزواج للنساء فيها 18.2 عامًا ومتوسط سن الأمومة 27.2 عامًا. بلغت خصوبة المرأة إلى 5.7. وبلغ متوسط عدد الأسر في المنزل 1.7 ومتوسط عدد الأشخاص في الغرفة 2.0. بلغ إجمالي القوى العاملة في المقاطعة 201,622 فردًا منهم 25.40% من النساء. أظهرت الإحصاءات أن 83.70% من الأسر ليس لديها أي مستوى تعليمي، في حين أن 23.00% من الأسر أحد أطفالهم يذهبون إلى المدرسة.
أما المؤشرات السكانية الأخرى فبلغ معدل المواليد الخام عند 40.9 والمعدل العام للخصوبة عند 185.90. متوسط سن الزواج لدى النساء 18.2 ومتوسط سن الإنجاب 27.2. وبلغ مجموع القوى العاملة في الإدارة 201,622 (25.40٪ نساء). بلغت نسبة الأسر التي ليس لديها مستوى تعليمي 83.70٪ ونسبة الأسر التي أطفالها يذهبون إلى المدرسة 23.00٪.
يوجد في الإدارة ثلاث قبائل رئيسية هي الباريبا والديندي والفولاني. ومن القبائل الأخرى شعوب بوكو وغورما وكينغا وموكولي ويوروبا.

## التقسيم الإداري
تنقسم أليبوري إلى ست كوميونات، تتألف الإدارة من خمس بلديات رئيسية كل واحدة حول إحدى المدن الكبرى: بانيكوارا وغوغونو وكاندي وكريماما ومالانفيل وسيغانا. أجريت الانتخابات الأخيرة لمجالس الإدارات في مايو 2020، أثناء جائحة فيروس كورونا.

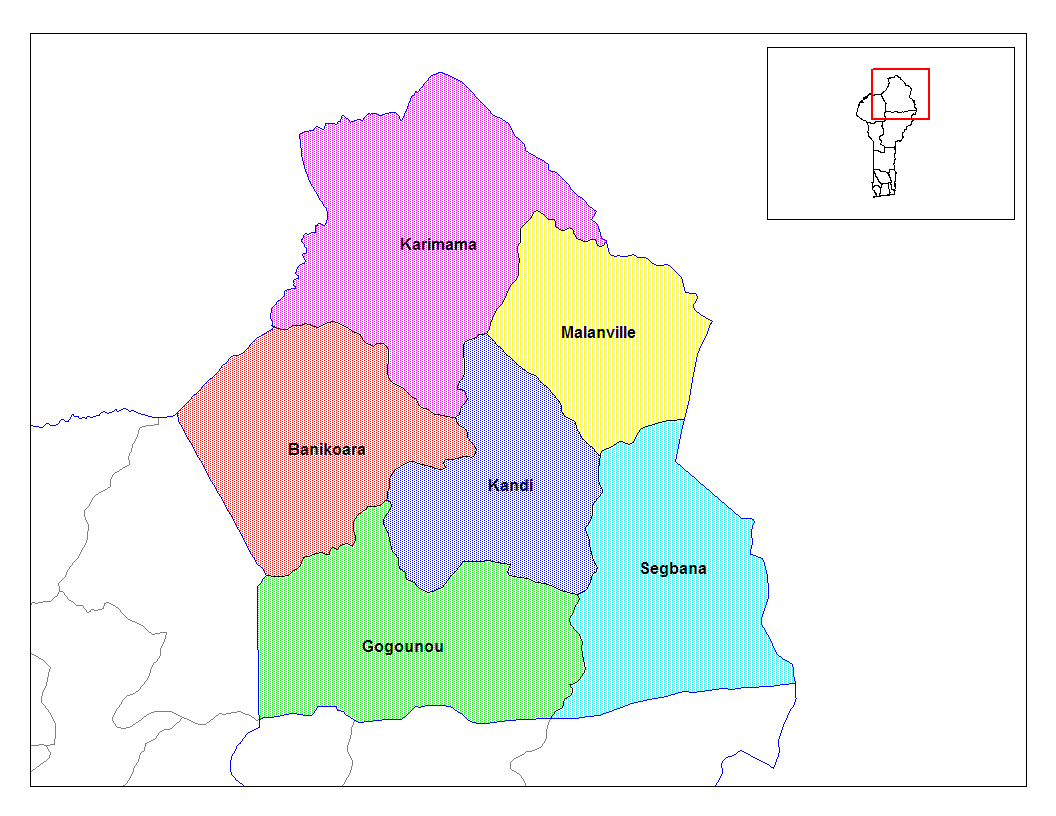
كوميونات أليبوري